# Espansione dell'Impero ottomano
L'espansione dell'Impero ottomano o età classica dell'Impero ottomano coincide al periodo successivo all'ascesa dell'Impero ottomano.
Si ritiene che questo periodo abbia avuto inizio a partire dalla conquista di Costantinopoli nel 1453 fino alla seconda metà del XVI secolo, all'incirca alla fine del regno di Solimano il Magnifico (r. 1520-1566). In tale periodo il sistema di governo basato sull'autorità assoluta del sultano raggiunse l'apice e l'impero sviluppò le basi istituzionali che manterrà, in forma modificata, per diversi secoli. Secondo lo storico Katip Çelebi, questo periodo durò fino al 1593 con le rivolte Celali. Secondo un altro storico ottomano, Naima, la fine e l'inizio di un nuovo periodo coincisero con la battaglia di Vienna del 1683. La divisione che fece Naima fu adottata dagli storici ottomani successivi.
Il territorio dell'Impero ottomano si espanse notevolmente e portò a quella che alcuni storici hanno chiamato la Pax ottomana. Il processo di centralizzazione subìto dall'impero prima del 1453 fu portato a compimento durante il regno di Maometto II.

## Territorio
L'Impero ottomano dell'età classica conobbe un'impetuosa crescita territoriale. Il periodo si aprì con la conquista di Costantinopoli da parte di Maometto II (r. 1451-1481) nel 1453. Maometto II consolidò la posizione dell'impero nei Balcani e in Anatolia, conquistando la Serbia nel 1454-1455, il Peloponneso nel 1458-1459, Trebisonda nel 1461 e la Bosnia nel 1463. Molti territori veneziani in Grecia furono conquistati durante la guerra ottomano-veneziana del 1463-79. Nel 1474 gli ottomani avevano conquistato il loro rivale anatolico, il Beilicato di Karaman, e nel 1475 conquistarono Caffa nella penisola di Crimea, stabilendo il Khanato di Crimea come stato vassallo. Nel 1480 fu lanciata un'invasione a Otranto, ma la morte di Maometto II l'anno successivo portò al ritiro ottomano.
Il regno di Bayezid II (r. 1481-1512) fu un periodo di consolidamento dopo le rapide conquiste dell'era precedente, e il territorio dell'impero fu ampliato solo marginalmente. Nel 1484 Bayezid condusse una campagna contro la Moldavia, sottoponendola allo status di vassallo e annettendo i porti strategici di Kilia e Akkerman. I principali porti veneziani furono conquistati in Grecia e in Albania durante la guerra del 1499-1503, in particolare Modone, Corone e Durazzo. Tuttavia, alla fine del suo regno, il territorio ottomano a oriente era minacciato dal nuovo impero safavide.
La rapida espansione riprese sotto Selim I (r. 1512-1520), che sconfisse i Safavidi nella battaglia di Cialdiran nel 1514, annettendo gran parte dell'Anatolia orientale e occupando brevemente Tabriz. Nel 1516 condusse una campagna contro il Sultanato mamelucco, conquistando prima la Siria e poi l'Egitto l'anno successivo. Ciò segnò un drammatico cambiamento nell'orientamento dell'Impero ottomano, poiché era allora arrivato a governare il cuore musulmano del Medio Oriente, oltre a stabilire la sua protezione sulle città sante di La Mecca e Medina. Ciò aumentò l'influenza delle pratiche islamiche sul governo dell'impero e facilitò un'interazione molto maggiore tra il mondo di lingua araba e il cuore ottomano in Anatolia e nei Balcani. Sotto il regno di Selim il territorio dell'impero si espanse da circa 341,100 mi² (883,44 km²) a 576,900 mi² (1 494,16 km²).
L'espansione continuò durante la prima metà del regno di Solimano I (r. 1520-1566), che conquistò prima Belgrado (1521) e Rodi, prima di invadere l'Ungheria nel 1526, sconfiggendo e uccidendo il re Luigi II nella battaglia di Mohács e occupando brevemente Buda. In mancanza di un re, l'Ungheria cadde nella guerra civile per la successione e gli ottomani diedero sostegno a Giovanni Zápolya come principe vassallo. Quando i loro rivali, gli Asburgo, iniziarono a prendere il sopravvento, Solimano intervenne direttamente conquistando nuovamente Buda e annettendola all'impero nel 1541. Altrove, Solimano guidò importanti campagne contro l'Iran safavide, conquistando Baghdad nel 1534 e annettendo l'Iraq. Il dominio ottomano fu ulteriormente esteso con l'incorporazione di gran parte del Nord Africa, con la conquista dello Yemen costiero nel 1538 e con la successiva annessione dell'interno.
Dopo l'annessione di Buda nel 1541, il ritmo dell'espansione ottomana rallentò mentre l'impero tentava di consolidare le sue vaste conquiste, e fu assorbito dalla guerra imperiale su tre fronti: in Ungheria, in Iran e nel Mediterraneo. Ulteriori conquiste furono marginali e servirono a sostenere la posizione ottomana. Il controllo ottomano sull'Ungheria fu ampliato in una serie di campagne e fu istituita una seconda provincia ungherese con le conquiste di Timișoara nel 1552. Il controllo sul Nord Africa aumentò con la conquista di Tripoli nel 1551, mentre gli Ottomani rafforzarono la loro posizione nel Mar Rosso con l'annessione di Massaua (1557) e con l'estensione del dominio ottomano su gran parte dell'Eritrea costiera e Gibuti. Alla fine del regno di Solimano il territorio dell'impero si era espanso a circa 877,888 mi² (2 273,72 km²).

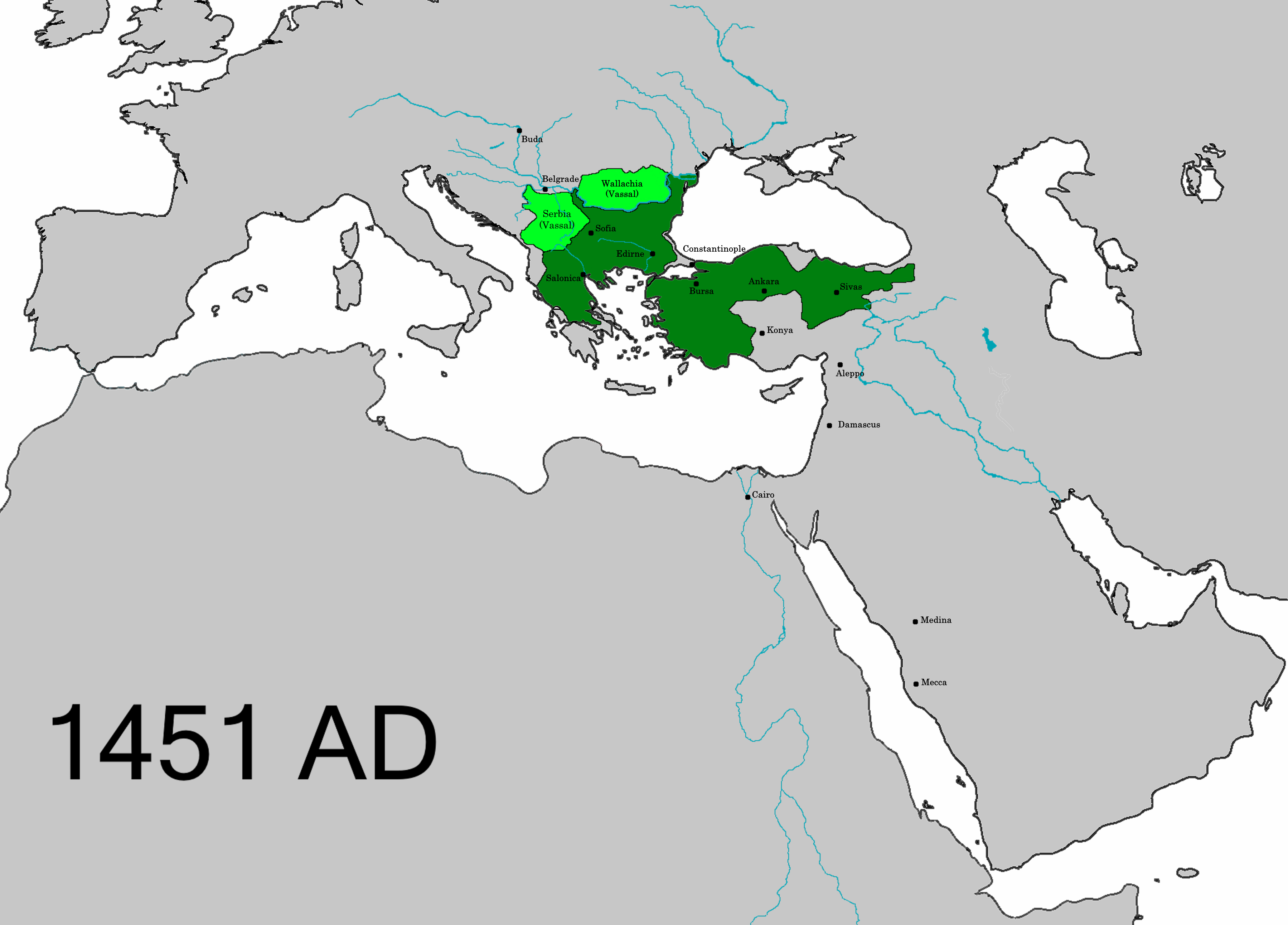
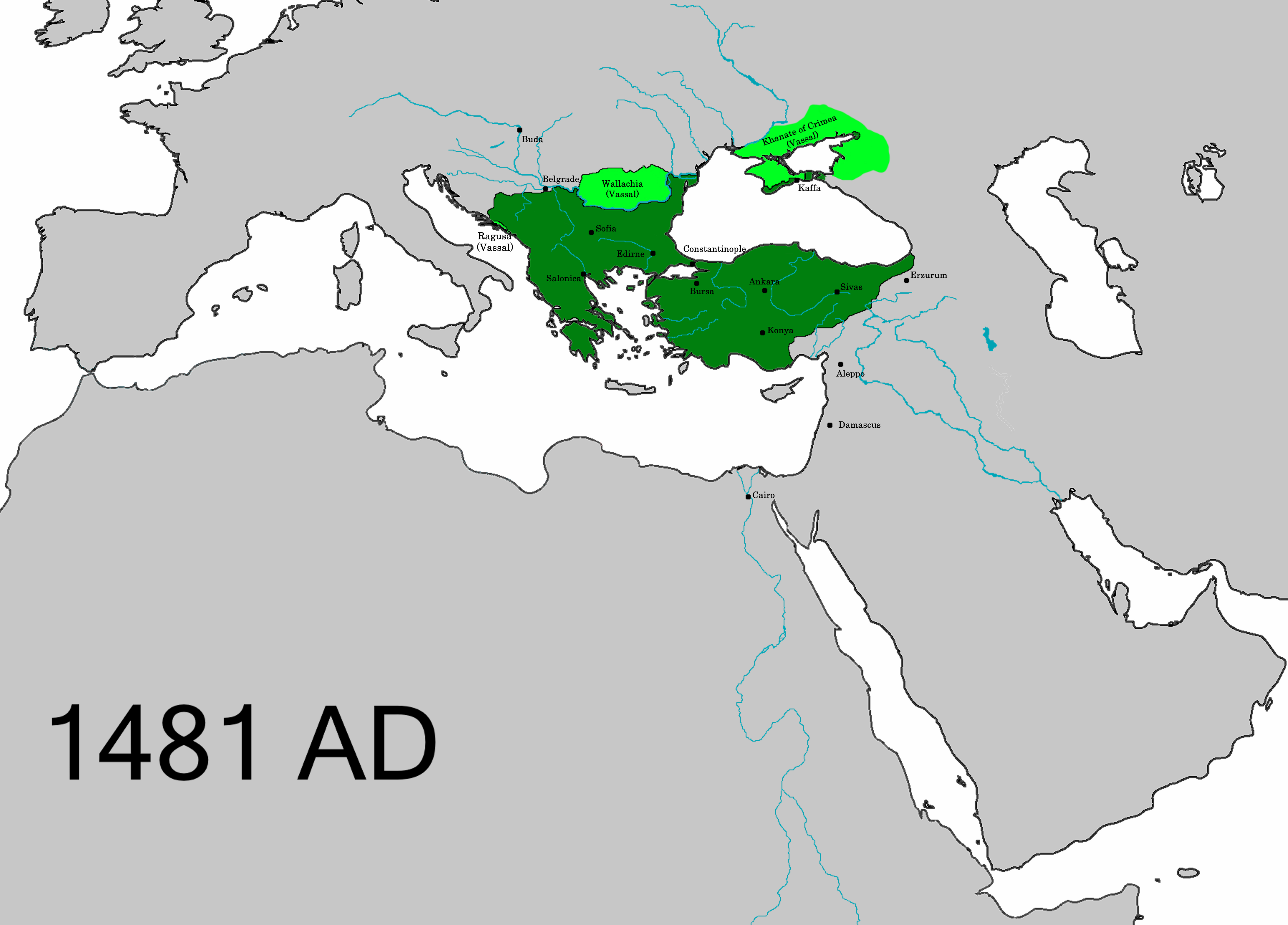
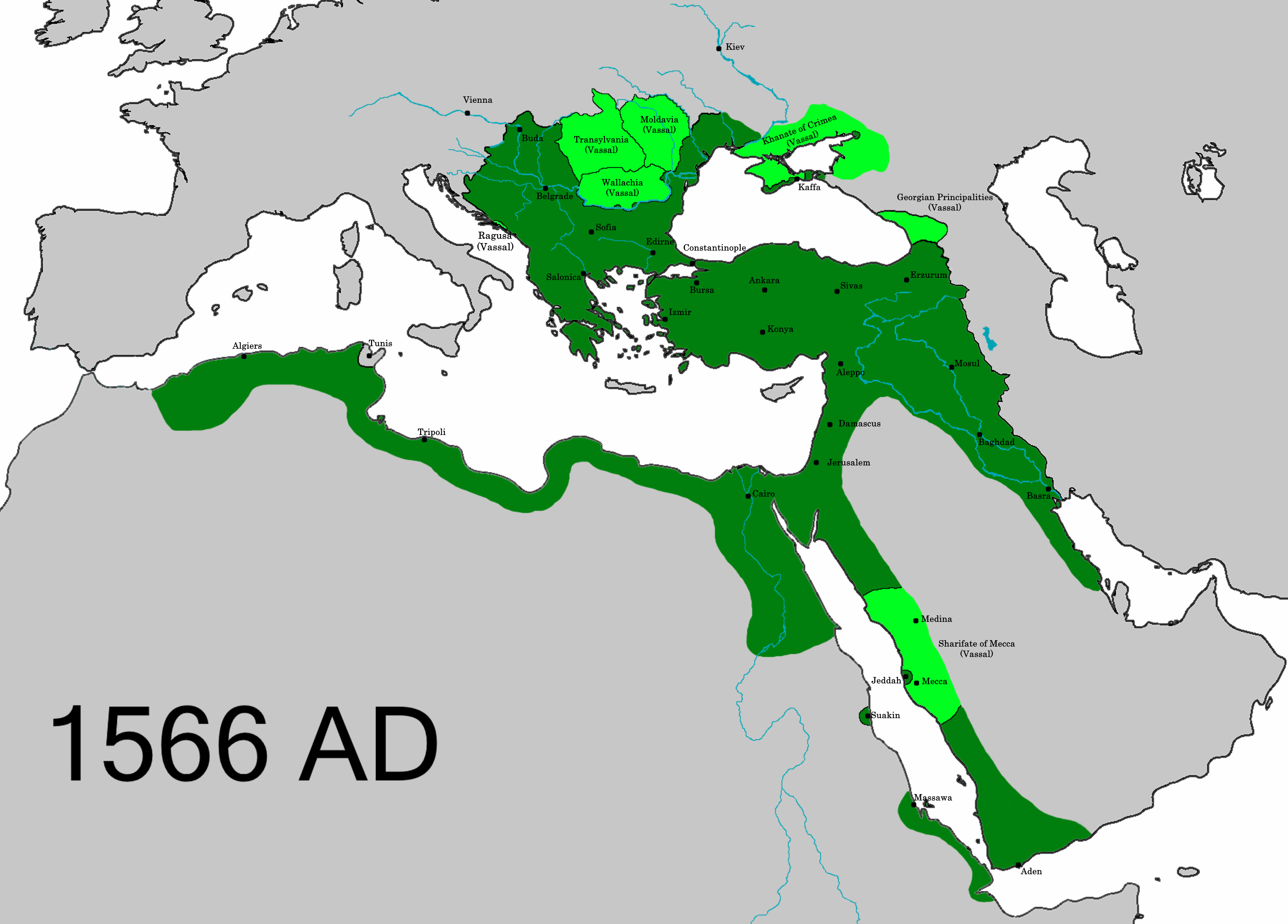

## Storia politica

### Maometto II (1451-1481)
La conquista di Costantinopoli permise a Maometto II di rivolgere la sua attenzione all'Anatolia. Maometto II cercò di creare un'unica entità politica in Anatolia conquistando i Beilicati, l'Impero di Trebisonda nell'Anatolia nord-orientale e alleandosi con il Khanato di Crimea. L'unione dei Beilicati anatolici fu realizzata per la prima volta dal sultano Bayezid I, più di cinquant'anni prima di Maometto II, ma dopo la distruttiva battaglia di Ancyra nel 1402, l'unificazione anatolica di recente formazione era scomparsa. Maometto II recuperò il potere ottomano su altri Stati turchi. Queste conquiste gli permisero di spingersi ulteriormente in Europa.
Un'altra importante entità politica che modellò la politica orientale di Maometto II furono i Turcomanni della Pecora Bianca. Con la guida di Uzun Hasan, questo regno turcomanno ottenne il potere in Oriente, ma a causa delle loro forti relazioni con le potenze cristiane come l'Impero di Trebisonda e la Repubblica di Venezia e l'alleanza tra Turcomanni e Beilicato di Karaman, Maometto II li vide come una minaccia per il proprio potere. Condusse una campagna di successo contro Uzun Hasan nel 1473 che portò alla vittoria decisiva dell'Impero ottomano nella battaglia di Otlukbeli.
Dopo la caduta di Costantinopoli, Maometto II avrebbe anche continuato a conquistare il Despotato di Morea nel Peloponneso nel 1460 e l'Impero di Trebisonda nell'Anatolia nord-orientale nel 1461. Le ultime due vestigia del dominio bizantino furono così assorbite dall'Impero ottomano. La conquista di Costantinopoli conferì immensa gloria e prestigio al paese.

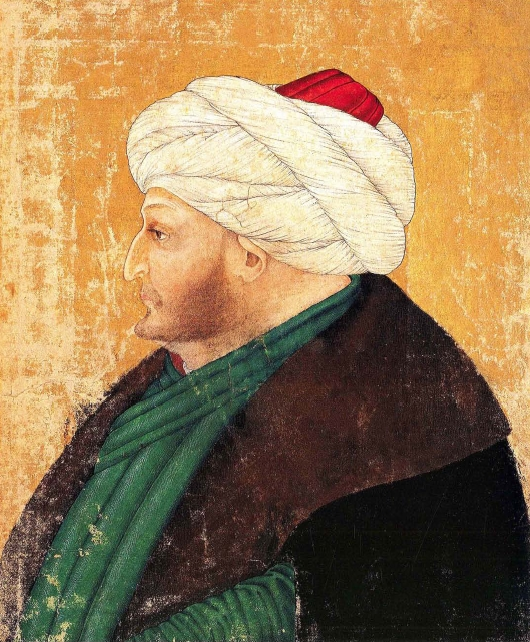
Miniatura di Maometto II

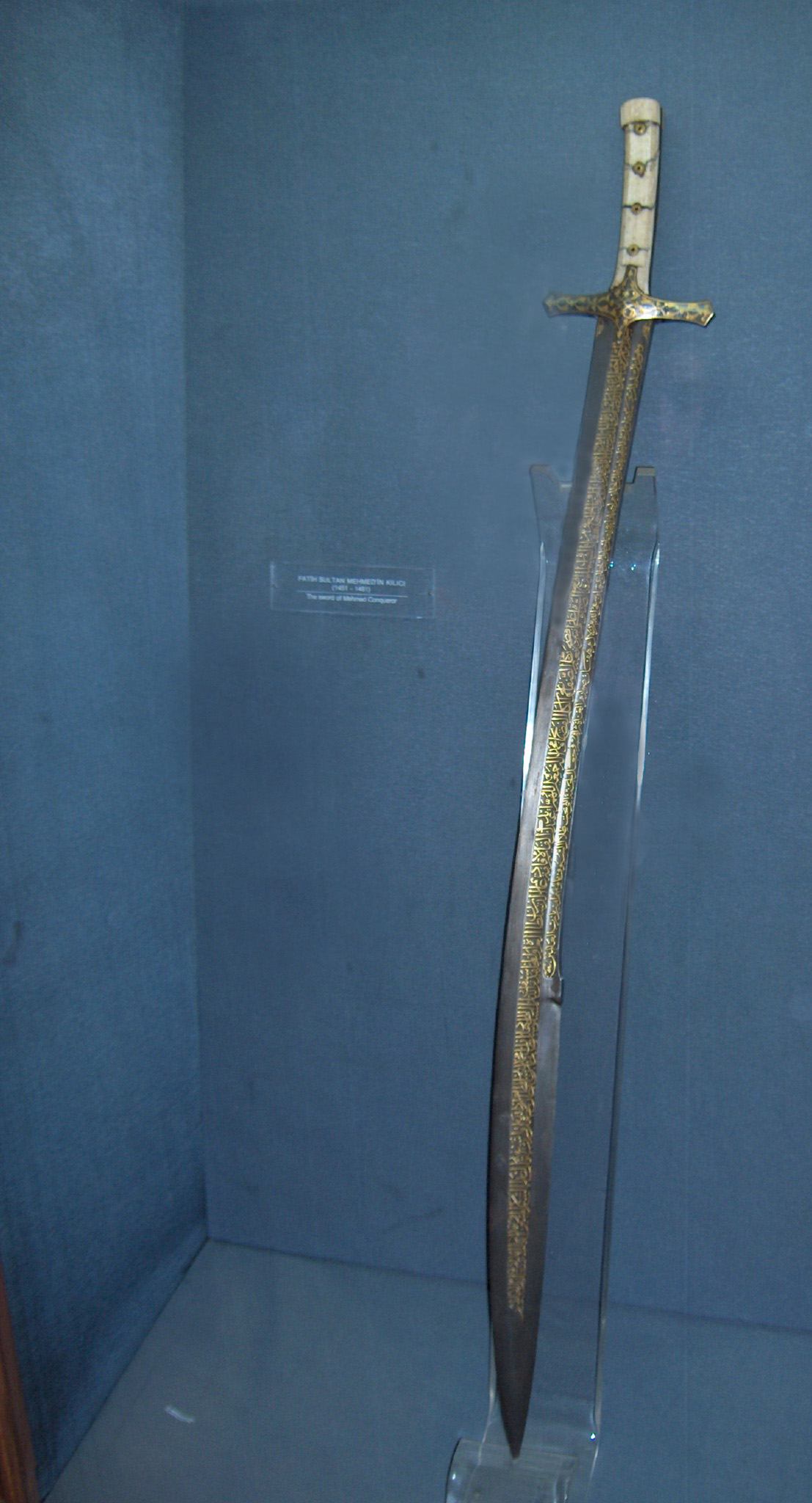
Spada di Mehmed II

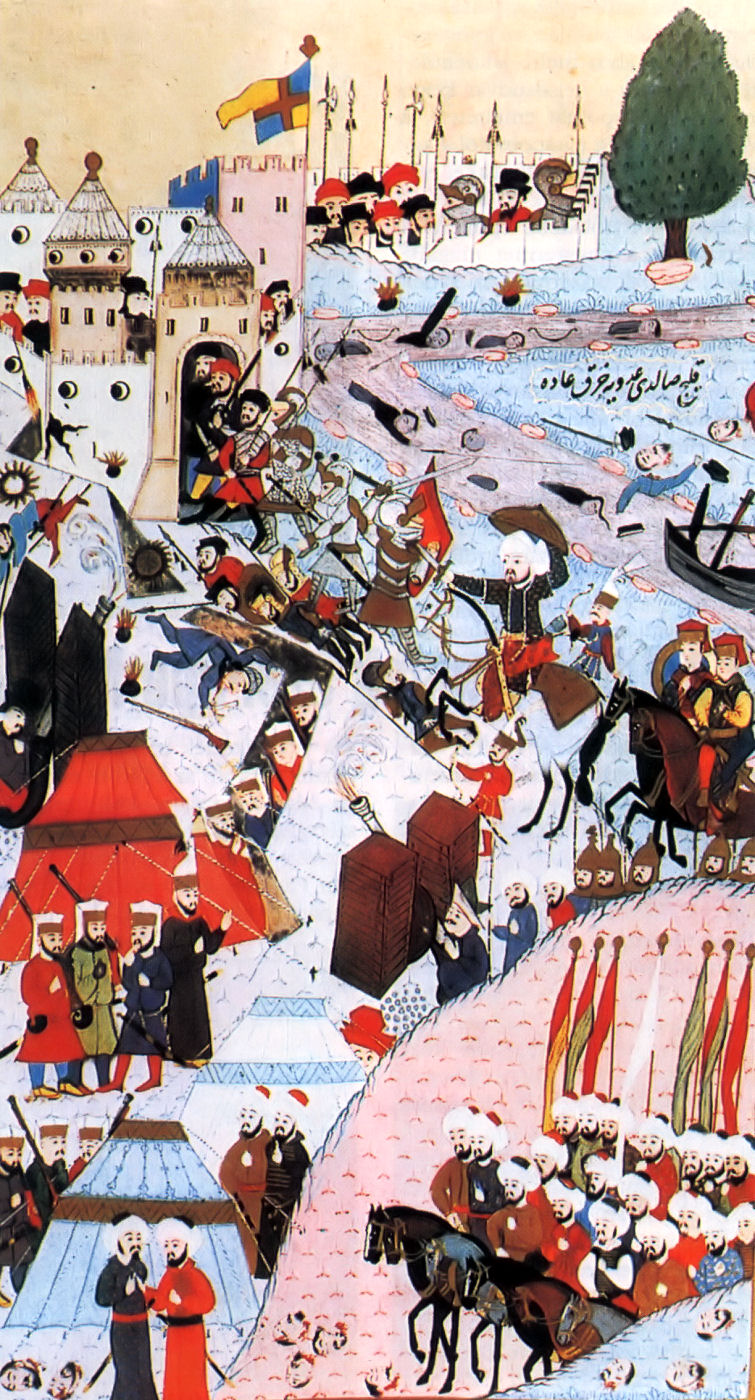
Assedio di Belgrado (in ungherese: Nándorfehérvár) 1456. Anonimo, 1584

Maometto II avanzò verso l'Europa orientale fino a Belgrado e tentò di conquistare la città da Giovanni Hunyadi durante l'assedio di Belgrado nel 1456. I comandanti ungheresi difesero con successo la città e gli ottomani si ritirarono con pesanti perdite, ma alla fine gli ottomani occuparono quasi tutta la Serbia.
Nel 1463, dopo una disputa sul tributo pagato annualmente dal regno bosniaco, Maometto II invase la Bosnia e la conquistò molto rapidamente, giustiziando l'ultimo re bosniaco Stefano Tomašević e suo zio Radivoj.
Nel 1462 Maometto II entrò in conflitto con il principe Vlad III Dracula di Valacchia, che aveva trascorso parte della sua infanzia al fianco di Maometto II. Vlad aveva teso un'imboscata, massacrato o catturato diverse forze ottomane, poi annunciò l'impalamento di oltre 23 000 turchi prigionieri. Maometto II abbandonò il suo assedio di Corinto per lanciare un attacco punitivo contro Vlad in Valacchia ma subì molte vittime in un celebre attacco notturno a sorpresa guidato da Vlad, che apparentemente era deciso a uccidere personalmente il Sultano. Di fronte alle politiche della terra bruciata di Vlad e alla brutalità demoralizzante, Maometto II si ritirò, lasciando il suo alleato Radu III il Bello, fratello di Vlad, con una piccola forza per vincere i boiardi locali che erano stati perseguitati da Vlad III. Alla fine Radu riuscì a prendere il controllo della Valacchia, che amministrò come Bey, per conto di Mehmet II. Alla fine Vlad scappò in Ungheria, dove fu imprigionato con una falsa accusa di tradimento contro il suo signore.
Nel 1475, gli ottomani subirono una grande sconfitta per mano di Stefano il Grande di Moldavia nella battaglia di Vaslui. Nel 1476, Maometto II vinse una vittoria di Pirro contro Stefano nella battaglia di Valea Albă. Assediò la capitale di Suceava, ma non poté catturarla, né poté prendere il castello di Târgu Neamț. Con una pestilenza che correva nel suo campo con scarsità di cibo e acqua, Maometto II fu costretto a ritirarsi.
La resistenza albanese in Albania tra il 1443 e il 1468 fu guidata da Giorgio Castriota Scanderbeg, figlio di un altro grande nobile albanese, Giovanni Castriota, che si ribellò anche contro l'Impero ottomano durante la rivolta albanese del 1432-1436 guidata da Giorgio Arianiti. Skanderbeg era un brillante comandante militare e fermò l'avanzata ottomana in Europa e Albania. Skanderbeg unì i Principati albanesi in una lotta contro l'Impero nella Lega di Alessio nel 1444. Maometto II non poté soggiogare l'Albania e Skanderbeg mentre quest'ultimo era in vita, anche se due volte (1466 e 1467) guidò personalmente gli eserciti ottomani contro Croia. Durante questo periodo gli albanesi ottennero molte vittorie contro gli ottomani, come la battaglia di Torvioll, la battaglia di Otonetë, la battaglia di Oranik, l'assedio di Croia del 1450, la battaglia di Polog, la battaglia di Ohrid, la battaglia di Mokra del 1445 e molte altre, culminate nella battaglia di Albulena dove l'esercito albanese distrusse l'esercito ottomano infliggendogli quasi 30,000 perdite. Dopo la morte di Skanderbeg nel 1468, la resistenza albanese fu guidata da Lekë Dukagjini ma non ebbe il successo come prima. Dopo la caduta della resistenza albanese, Maometto II conquistò alla fine Croia e l'Albania nel 1478. L'atto finale delle sue campagne albanesi fu l'assedio di Scutari nel 1478-1479, un assedio condotto personalmente da Maometto II.
Maometto II invase l'Italia nel 1480. L'intento della sua invasione era quello di conquistare Roma e "riunire l'Impero romano", e, in un primo momento, sembrava che potesse essere in grado di farlo con la facile cattura di Otranto nel 1480. Otranto, tuttavia, fu riconquistata dalle forze papali nel 1481 dopo la morte di Maometto II. Dopo la sua morte, gli successe suo figlio, Bayezid II.

### Bayezid II (1481-1512)
Quando Bayezid II fu messo al trono alla morte di suo padre nel 1481, dovette prima combattere il fratello minore Cem Sultan, che prese İnegöl e Bursa e si autoproclamò Sultano dell'Anatolia. Dopo una battaglia a Yenişehir, Cem fu sconfitto e fuggì al Cairo. L'anno successivo tornò, sostenuto dai Mamelucchi, e conquistò l'Anatolia orientale, Ankara e Konya, ma alla fine venne sconfitto e costretto a fuggire a Rodi.
Il sultano Bayezid attaccò Venezia nel 1499. La pace fu firmata nel 1503 e gli ottomani conquistarono le ultime roccaforti veneziane sul Peloponneso e alcune città lungo la costa adriatica. Nel XVI secolo i Mamelucchi e i Persiani sotto lo scià Ismail I si allearono contro gli Ottomani. La guerra terminò nel 1511 a favore dei turchi.

Nello stesso anno, il figlio di Bayezid, Ahmet, costrinse suo padre a farlo reggente. Suo fratello Selim fu costretto a fuggire in Crimea. Quando Ahmet stava per essere incoronato, i giannizzeri intervennero, uccisero il principe e costrinsero Bayezid a richiamare Selim per farlo sultano. Bayezid abdicò e morì subito dopo aver lasciato il trono.

### Selim I (1512-1520)
Durante il suo regno, Selim I (cosiddetto Yavuz) fu in grado di espandere notevolmente i confini dell'impero a sud e ad est. Nella Battaglia di Cialdiran nell'Anatolia orientale nel 1514, le forze ottomane del sultano Selim I ottennero una vittoria decisiva contro i Safavidi, garantendo la sicurezza ottomana sul loro fronte orientale e portando alla conquista dell'Anatolia orientale e dell'Iraq settentrionale. Sconfisse i Mamelucchi e conquistò la maggior parte della Siria e dell'Egitto, compresa la città santa di Gerusalemme e il Cairo, quest'ultima residenza del califfo abbaside.

### Solimano il Magnifico (1520-1566)
Solimano il Magnifico represse per primo una rivolta guidata dal governatore nominato dagli ottomani a Damasco. Nell'agosto del 1521, Solimano aveva conquistato la città di Belgrado, che allora era sotto il controllo ungherese. Nel 1522, Solimano conquistò Rodi. Il 29 agosto 1526 sconfisse Luigi II d'Ungheria nella battaglia di Mohács. Nel 1541 Solimano annetté la maggior parte dell'attuale Ungheria, nota come Grande Alföld, e insediò la famiglia di Zápolya come governante del principato indipendente della Transilvania, uno stato vassallo dell'Impero. Mentre rivendicava l'intero regno, Ferdinando I d'Austria governava la cosiddetta "Ungheria reale" (l'attuale Slovacchia, Ungheria nordoccidentale e Croazia occidentale), un territorio che fissava temporaneamente il confine tra Asburgo e Ottomani.
L'impero sciita safavide governava la Persia e l'odierno Iraq. Solimano condusse tre campagne contro i Safavidi. Nella prima, la città storicamente importante di Baghdad cadde sotto le forze di Solimano nel 1534. La seconda campagna, 1548-1549, segnò le conquista temporanee da parte ottomana di Tabriz e dell'Azerbaigian, con una presenza duratura nella provincia di Van e di alcuni forti in Georgia. La terza campagna (1554-1555) fu una risposta alle costose incursioni safavide nelle province di Van ed Erzurum nell'Anatolia orientale nel 1550-52. Le forze ottomane catturarono Yerevan, Karabakh e Nakhjuwan e distrussero palazzi, ville e giardini. Sebbene Solimano Avesse minacciato Ardabil, la situazione militare era essenzialmente in fase di stallo verso la fine del 1554. Lo scià persiano Tahmasp inviò un ambasciatore nei quartieri invernali di Solimano a Erzurum nel settembre 1554 per trattare la pace. Influenzato almeno in parte dalla posizione militare dell'Impero Ottomano rispetto all'Ungheria, Solimano accettò termini temporanei. La pace formale di Amasya firmata nel giugno successivo fu il primo riconoscimento diplomatico formale dell'Impero Safavide da parte degli Ottomani. Sotto la pace, gli ottomani accettarono di riportare Yerevan, Karabakh e Nakhjuwan ai Safavidi e a loro volta avrebbero mantenuto l'Iraq e l'Anatolia orientale. Solimano accettò anche di consentire ai pellegrini sciiti safavidi di compiere pellegrinaggi alla Mecca e Medina, nonché alle tombe degli imam in Iraq e in Arabia, a condizione che lo scià abolisse il taburru, la maledizione dei primi tre califfi di Rashidun. La Pace pose fine alle ostilità tra i due imperi per 20 anni.
Enormi territori del Nord Africa fino ad ovest dell'Algeria furono annessi. Gli stati barbareschi di Tripolitania, Tunisia e Algeria divennero province dell'Impero. La pirateria portata avanti in seguito dai corsari barbareschi del Nord Africa rimase parte delle guerre contro la Spagna, e l'espansione ottomana fu associata per un breve periodo al dominio navale nel Mediterraneo.

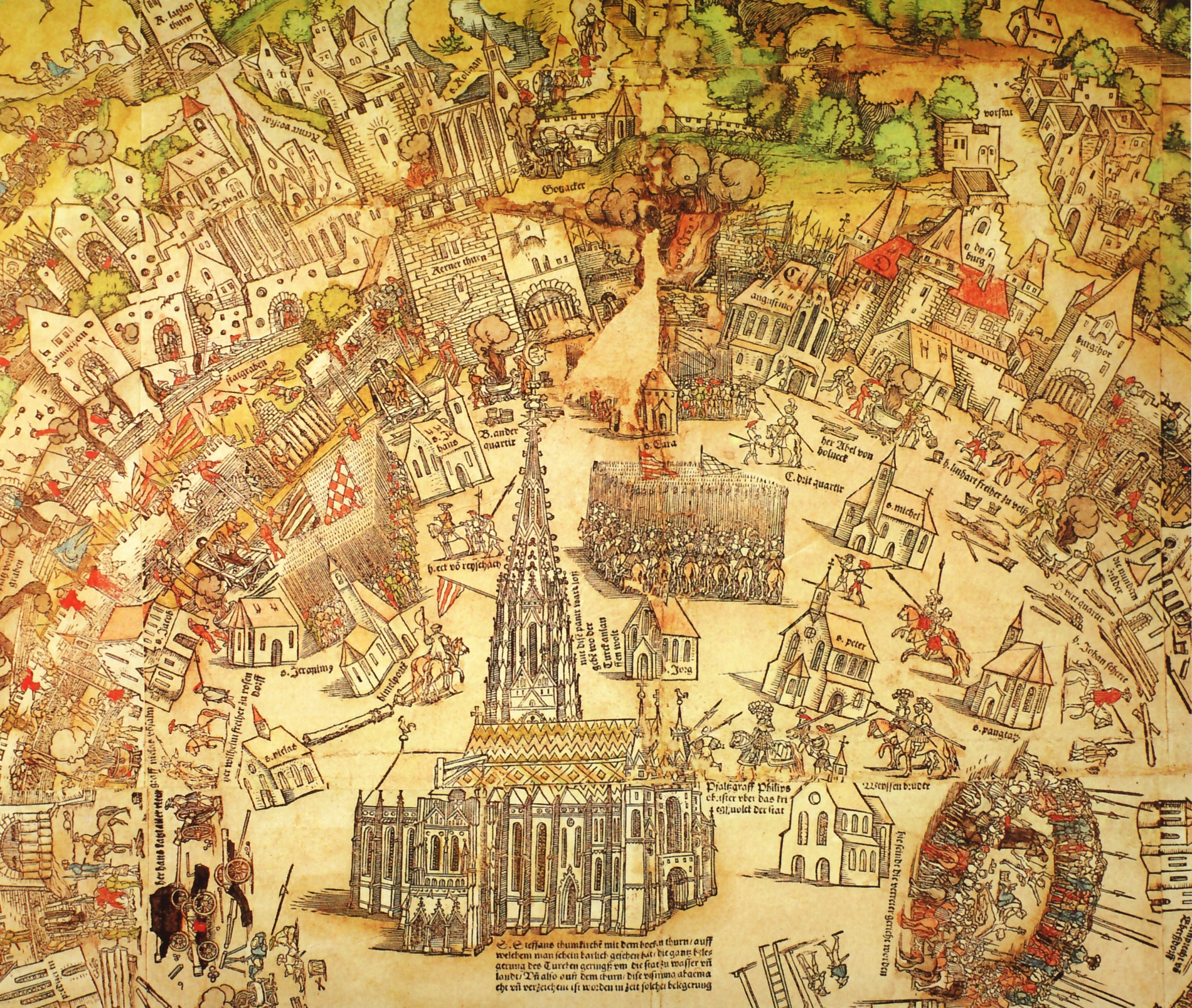
Primo assedio di Vienna nel 1529

Le marine ottomane controllavano anche il Mar Rosso e mantennero il Golfo Persico fino al 1554, quando le loro navi furono sconfitte dalla marina dell'Impero portoghese. I portoghesi avrebbero continuato a contestare le forze di Solimano per il controllo di Aden. Nel 1533 Khair ad Din, noto agli europei come Barbarossa, fu nominato Ammiraglio in capo delle marine ottomane che combattevano attivamente contro la marina spagnola.
Nel 1535 il Sacro Romano Imperatore asburgico, Carlo V (Carlo I di Spagna), ottenne un'importante vittoria contro gli Ottomani a Tunisi, ma nel 1536 il re Francesco I di Francia si alleò con Solimano contro Carlo. Nel 1538, la flotta di Carlo V fu sconfitta nella battaglia di Prevesa da Khair ad Din, assicurando il Mediterraneo orientale ai turchi per 33 anni. Francesco I chiese aiuto a Solimano, poi inviò una flotta guidata da Khair ad Din che vinse sugli spagnoli e riuscì a riprendersi Napoli. Solimano gli conferì il titolo di beylerbeyi. Un risultato dell'alleanza fu il feroce duello marittimo tra Dragut e Andrea Doria, che lasciò il Mediterraneo settentrionale e il Mediterraneo meridionale nelle mani degli ottomani.

### Successori di Solimano
Solimano I fu il sultano più longevo della storia ottomana, ma gli ultimi anni del suo regno furono caratterizzati dall'incertezza su chi sarebbe stato il suo successore. Egli aveva tre figli che potevano sperare di avere successo, Mustafa, Bayezid e Selim. Mentre gli ultimi due erano figli della moglie di Solimano, Hürrem Sultan, il primo era il figlio di Mahidevran. Mustafa potrebbe aver pensato che i suoi fratellastri possedessero un ingiusto vantaggio su di lui, e lavorò quindi per assicurarsi il favore dei militari. Sospettando forse che Mustafa avesse intenzione di detronizzarlo proprio come suo padre aveva fatto con suo nonno, Solimano agì per primo e nel 1553 ordinò che Mustafa venisse giustiziato. La morte di Hurrem Sultan nel 1558 innescò un conflitto aperto tra i due candidati rimanenti e alla fine Selim ne uscì vittorioso. Solimano rafforzò ulteriormente la posizione di suo figlio organizzando un matrimonio tra la figlia di Selim e l'influente Sokollu Mehmed Pascià (Gran visir 1565-1579). Solimano morì nel 1566, mentre assediava la fortezza di Szigetvár in Ungheria, portando Selim al trono.
Selim II era un sovrano relativamente inattivo che si accontentava di delegare al competente Sokollu Mehmed la gestione dell'impero a nome suo. Sokollu portò avanti una politica estera di vasta portata, inviando eserciti in territori distanti come lo Yemen a sud e Astrachan' a nord. Ciò che fu più significativo, tuttavia, fu la conquista di Cipro nel 1570 e la successiva sconfitta ottomana nella battaglia di Lepanto, che aprì la strada a una tregua ispano-ottomana nel 1580 e alla continua distensione nel Mediterraneo. Ciò permise agli Ottomani di concentrare la loro espansione a oriente contro l'Iran safavide, dove fu combattuta una guerra lunga e devastante dal 1578 al 1590, dalla quale gli Ottomani emersero con conquiste significative, anche se di breve durata.
Selim morì nel 1574 e gli succedette il figlio Murad III (r. 1574–95). Questo sovrano, come i suoi due successori Mehmed III (r. 1595-1603) e Ahmed I (r. 1603-1617), fu fortemente influenzato dalle scene mutevoli della politica di palazzo. Il più significativo fu l'aumento dell'importanza dell'harem. Se il potere di Hurrem Sultan era basato sul suo rapporto personale con Solimano, le donne imperiali di questo periodo derivavano il loro potere dalla struttura istituzionale dell'harem, che poneva un immenso potere nelle mani della madre del sultano, la Valide Sultan. Ciò era direttamente correlato ai cambiamenti in atto nel sistema di successione, per cui i principi non si recavano più nelle province per assumere i governatorati, ma rimanevano nell'harem di Istanbul. Dall'era di Murad III in poi, i sultani non dormivano più nel segmento maschile del Palazzo Topkapi ma risiedevano in una nuova camera da letto all'interno dell'harem. A causa del ruolo crescente delle donne imperiali nella vita politica, questo periodo viene talvolta definito come Sultanato delle donne.

## Crisi e adattamento
Il governo ottomano all'inizio del secolo si trovò di fronte a una grave crisi militare ed economica. La guerra scoppiò con gli Asburgo austriaci nel 1593 proprio quando l'Anatolia sperimentò la prima di numerose ribellioni Celali, in cui bande di banditi rurali si raggrupparono sotto i signori della guerra provinciali per devastare le campagne. Nel 1603 Scià Abbas dei Safavidi lanciò una nuova guerra contro gli Ottomani, annullando tutti i guadagni che avevano fatto nei decenni precedenti. Così gli Ottomani si ritrovarono contemporaneamente a combattere su tre fronti, in un momento in cui l'economia si stava ancora riprendendo dalla svalutazione della valuta del 1585. Per superare questa sfida, adottarono una strategia innovativa di cooptazione delle forze ribelli nella struttura dell'impero. Gli eserciti dei Celali furono presidiati da banditi anatolici noti come sekban, ex contadini che cercavano un sostentamento alternativo nel duro clima economico di inizio secolo. Quando fu data l'opportunità, questi uomini erano desiderosi di guadagnare la paga e lo status prestando servizio nell'esercito ottomano come mercenari. Reclutando tali uomini nell'esercito ottomano come moschettieri, le loro energie furono reindirizzate dal banditismo e utilizzate contro i nemici esterni dell'impero. Anche i capi Celali, a volte, ricevevano incarichi all'interno dell'amministrazione provinciale per pacificarli. Ciò non pose fine all'anarchia in Anatolia, ma ne rese più facile la gestione. Nel 1609 il gran visir Kuyucu Murad attraversò l'Anatolia con un esercito, spazzando via ovunque trovasse i Celali ponendo fine alla maggior parte delle loro attività.
Le guerre con gli Asburgo e i Safavidi si trasformarono alla fine in una situazione di stallo. Mehmed III guidò personalmente l'esercito ottomano alla vittoria sugli Asburgo nella battaglia di Mezőkeresztes nel 1596, e gli ottomani continuarono a conquistare le fortezze ungheresi di Eger e Nagykanizsa, ma alla fine nessuna delle due parti fu in grado di ottenere una vittoria decisiva e la guerra fu portata a termine nel 1606 con il Trattato di Zsitvatorok. La guerra con i Safavidi continuò a trascinarsi fino al 1618.
Il reclutamento dei sekban come moschettieri faceva parte di un più ampio processo di riforma militare e fiscale che fu portato avanti durante questo periodo. L'esercito di cavalleria che era stato sostenuto dal sistema Timar durante il XVI secolo stava diventando obsoleto a causa della crescente importanza della fanteria armata di moschetti, e gli ottomani di conseguenza cercarono di adattarsi ai tempi. L'esercito centrale fu notevolmente ampliato, in particolare il corpo dei giannizzeri, la principale forza di fanteria dell'impero. I giannizzeri iniziarono a sperimentare nuove tattiche sul campo di battaglia, diventando uno dei primi eserciti in Europa a utilizzare il tiro al volo. Per pagare l'esercito recentemente ampliato, gli ottomani ampliarono la pratica della cosiddetta "agricoltura fiscale", precedentemente utilizzata principalmente nelle province arabe. I diritti di tassazione che in precedenza venivano concessi ai cavalieri venivano ora venduti al miglior offerente, una pratica che era in uso anche in gran parte dell'Europa. Anche altre tasse furono riformate, con la tassa di guerra nota come avarız che divenne permanente e fornì il 20% delle entrate annuali dell'impero. Queste riforme aumentarono notevolmente le entrate disponibili per il governo centrale e giocarono un ruolo importante nella forza continua dell'impero per tutto il secolo. Per accogliere questi cambiamenti, la burocrazia fu ampliata e diversificata, arrivando a svolgere un ruolo molto più ampio nell'amministrazione dell'impero.

## Regicidio e guerre
La morte di Ahmed I nel 1617 portò suo fratello al trono come Mustafa I, la prima istanza di un sultano che riuscì per anzianità. Tuttavia, in breve tempo divenne evidente che Mustafa non era mentalmente sano, e fu deposto l'anno successivo a favore del figlio del sultano di Ahmed, Osman II, allora di 13 anni. Osman II era un sovrano eccezionalmente energico e cercò di ripristinare l'autorità del sultanato ottomano sugli altri gruppi di fazioni all'interno dell'impero. Ciò suscitò la rabbia sia dell'establishment religioso che dei giannizzeri e della cavalleria imperiale. Le relazioni divennero particolarmente tese dopo la fallita campagna polacca del sultano, in cui l'esercito sentiva di essere stata maltrattata. Dopo il loro ritorno a Istanbul, Osman II annunciò il suo desiderio di compiere il pellegrinaggio alla Mecca; si trattava infatti di un piano per reclutare un nuovo e più fedele esercito in Anatolia, al di fuori delle forze bandito-mercenarie che avevano preso parte alle ribellioni dei Celali e alle guerre ottomane con gli Asburgo e i Safavidi. Per impedirgli di attuare questo piano, l'esercito imperiale lanciò una rivolta il 18 maggio 1622 e due giorni dopo, con l'approvazione dello Sheikh ul-Islam Osman II fu giustiziato. Questo evento, il regicidio legalmente approvato di un monarca ottomano regnante, cementò la trasformazione dell'impero da un impero patrimoniale in uno in cui il potere era condiviso tra le varie sedi dell'autorità.
Il regicidio fu seguito dalla rivolta di Abaza Mehmed Pasha, allora governatore di Erzurum, che giurò di vendicarsi dagli assassini del sultano e massacrò i giannizzeri ovunque si trovassero. Mustafa I, che era stato messo al trono per la seconda volta, fu deposto ancora una volta e sostituito dal figlio di Ahmed I, Murad IV, ancora un bambino. Così, con un bambino sul trono e con Istanbul sotto il controllo di una cricca di giannizzeri e con Abaza Mehmed che imperversava a est, i Safavidi videro un'altra opportunità per attaccare e presero il controllo di Baghdad nel gennaio 1624, anche se non furono in grado di avanzare a Diyarbakir. Nel 1628 la rivolta di Abaza Mehmed fu soppressa dal gran visir Hüsrev Pascià, il cui licenziamento nel 1632 scatenò una rivolta dei giannizzeri. Questo evento alimentò il desiderio di Murad IV di riprendere il controllo dello stato, e da quel momento in poi iniziò a esercitare il potere a pieno titolo. Egli attuò una riforma della proprietà terriera militare nel tentativo di rafforzare l'esercito, incoraggiò il reinsediamento dei contadini dei campi abbandonati e applicò una riforma morale a Istanbul in collaborazione con il movimento religioso dei Kadizadeli. Ottenendo per la prima volta il successo militare nel 1635 con la conquista di Erevan, riuscì infine a guidare l'impero alla vittoria riconquistando Baghdad nel 1638 e stabilendo una pace duratura con i Safavidi l'anno successivo.
Murad IV morì nel 1640, a soli 29 anni. Gli succedette suo fratello Ibrahim, l'unico membro maschio rimasto della dinastia ottomana. Come Mustafa I prima di lui, Ibrahim era mentalmente instabile e inizialmente si accontentò di lasciare il governo nelle mani dell'ultimo gran visir di Murad IV, Kemankeş Mustafa Pascià. Ciò durò solo fino al 1644, quando Ibrahim lo fece giustiziare e lo sostituì da un rivale. L'anno successivo la guerra tra l'Impero Ottomano e Venezia fu scatenata da un incidente in cui i pirati maltesi attraccarono l'isola veneziana di Creta dopo aver attaccato una nave ottomana che trasportava pellegrini, compreso il capo eunuco nero, alla Mecca. Gli ottomani invasero rapidamente la gran parte di Creta, ma non furono in grado di sfrattare i veneziani dalla fortezza di Candia. In mare, i veneziani riuscirono a prendere il sopravvento e bloccare i Dardanelli, bloccando il commercio e l'approvvigionamento alimentare di Istanbul. Il successivo disordine nella capitale provocò la deposizione di Ibrahim nel 1648, che fu sanzionata dai giannizzeri, dalla Sheikh ul-Islam e persino da Kösem Sultan, sua madre. Il sostituto di Ibrahim fu suo figlio di sette anni, che fu messo al trono come Mehmed IV. Il nuovo governo di Istanbul era quindi composto dalla nonna del giovane sovrano e reggente Kösem Sultan e dai suoi alleati nel corpo dei giannizzeri, uno dei quali fu nominato gran visir. Nonostante i continui disordini sia a Istanbul che nelle province, il blocco dei Dardanelli venne interrotto con successo l'anno successivo. La posizione di Kösem era tuttavia minacciata dalla madre di Mehmed IV, Turhan Sultan. Dopo aver appreso di un complotto di Kösem per avvelenare Mehmed IV, la fazione di Turhan entrò in azione e la assassinò nel 1651.
Turhan Sultan era ormai in una sicura posizione di potere, ma non fu in grado di trovare un gran visir efficace, lasciando l'impero senza una politica coerente per quanto riguarda la guerra con Venezia. Il risultato fu un'altra rivolta delle truppe imperiali nel marzo 1656, che richiese la vita di diversi funzionari governativi, accusati di aver trascurato l'adeguato pagamento delle truppe che avevano lottato per conquistare Creta per così tanto tempo.

## Era Köprülü
Nel 1656 i veneziani presero il controllo delle isole di Lemno e Tenedo e stabilirono un altro blocco dei Dardanelli. Questa azione portò il panico a Istanbul e provocò una rinnovata crisi politica. Avendo bisogno di un cambio di politica, Turhan Hatice nominò gran visir Köprülü Mehmed Pascià, di grande esperienza che iniziò immediatamente un drastico processo di riforma. Ciò comportò il licenziamento o l'esecuzione di tutti i funzionari ritenuti corrotti e la loro sostituzione con uomini fedeli al visir. Durante l'inverno a Edirne dopo aver condotto una campagna di successo per riconquistare le isole, Köprülü estese la sua epurazione alla cavalleria imperiale, giustiziando migliaia di soldati che mostravano segni di slealtà. Questa mossa provocò una seria reazione, e mentre Köprülü guidava l'esercito in una campagna contro la Transilvania, molti dei governatori orientali dell'impero prima rifiutarono di unirsi a lui e lanciarono in seguito una rivolta aperta sotto la guida di Abaza Hasan Pascià, chiedendo al sultano che Köprülü venisse giustiziato. Mehmed IV, ora non più minorenne, scelse di schierarsi con il suo visir e inviò un esercito per sconfiggere i ribelli. Nonostante le vittorie iniziali dei ribelli, la rivolta terminò improvvisamente nel febbraio 1659 con l'assassinio di Abaza Hasan.
Köprülü Mehmed morì nel 1661, lasciando l'impero in una posizione militare e finanziaria molto migliore di quella che aveva trovato. Gli succedette alla carica suo figlio Fazıl Ahmed Pascià (1661-1676). Fu la prima volta nella storia che un gran visir passò l'incarico a suo figlio. A Fazıl Ahmed stesso succedette il fratello adottivo Merzifonlu Kara Mustafa Pascià (1676-1683), ed è a causa di questo ininterrotto controllo della famiglia Köprülü sull'ufficio del gran visir che questo periodo è indicato come l'era Köprülü.
I due successori di Köprülü Mehmed erano amministratori altamente competenti e sotto la loro tutela l'impero godeva di un notevole grado di stabilità. Mehmed IV era contento di consentire loro di gestire gli affari politici dell'impero, ma non era tuttavia un sovrano inattivo. Svolse o un ruolo importante nel simbolismo e nella legittimazione imperiale, viaggiando con l'esercito in campagna prima di consegnare il comando supremo al gran visir. Così, pur non guidando direttamente l'esercito, partecipò comunque alle campagne imperiali, per le quali veniva chiamato gazi, o "guerriero santo", dai contemporanei. Sotto i Köprülü l'impero riprese la sua espansione in Europa, conquistando territori dagli Asburgo, dalla Polonia-Lituania e dalla Russia, oltre a porre fine alla guerra con Venezia con la conquista di Candia nel 1669. La spinta all'espansione territoriale sotto il Köprülü raggiunse il suo apice nel 1683 con l'assedio di Vienna, che si concluse con la sconfitta ottomana.
La sconfitta di Vienna inaugurò un importante cambiamento politico nell'impero. Come punizione per il suo fallimento, Mehmed IV ordinò che Merzifonlu Kara Mustafa venisse giustiziato, ponendo fine all'indiscusso dominio dei Köprülü sull'impero. Il risultato fu un periodo di confusione politica in un momento in cui i nemici europei dell'Impero Ottomano si stavano radunando insieme. Nel 1684 gli Asburgo, la Polonia-Lituania, Venezia e il Papato forgiarono un'alleanza nota come Lega Santa per opporsi agli Ottomani, lanciando un periodo di guerra che sarebbe durato sedici anni.

## Galleria d'immagini

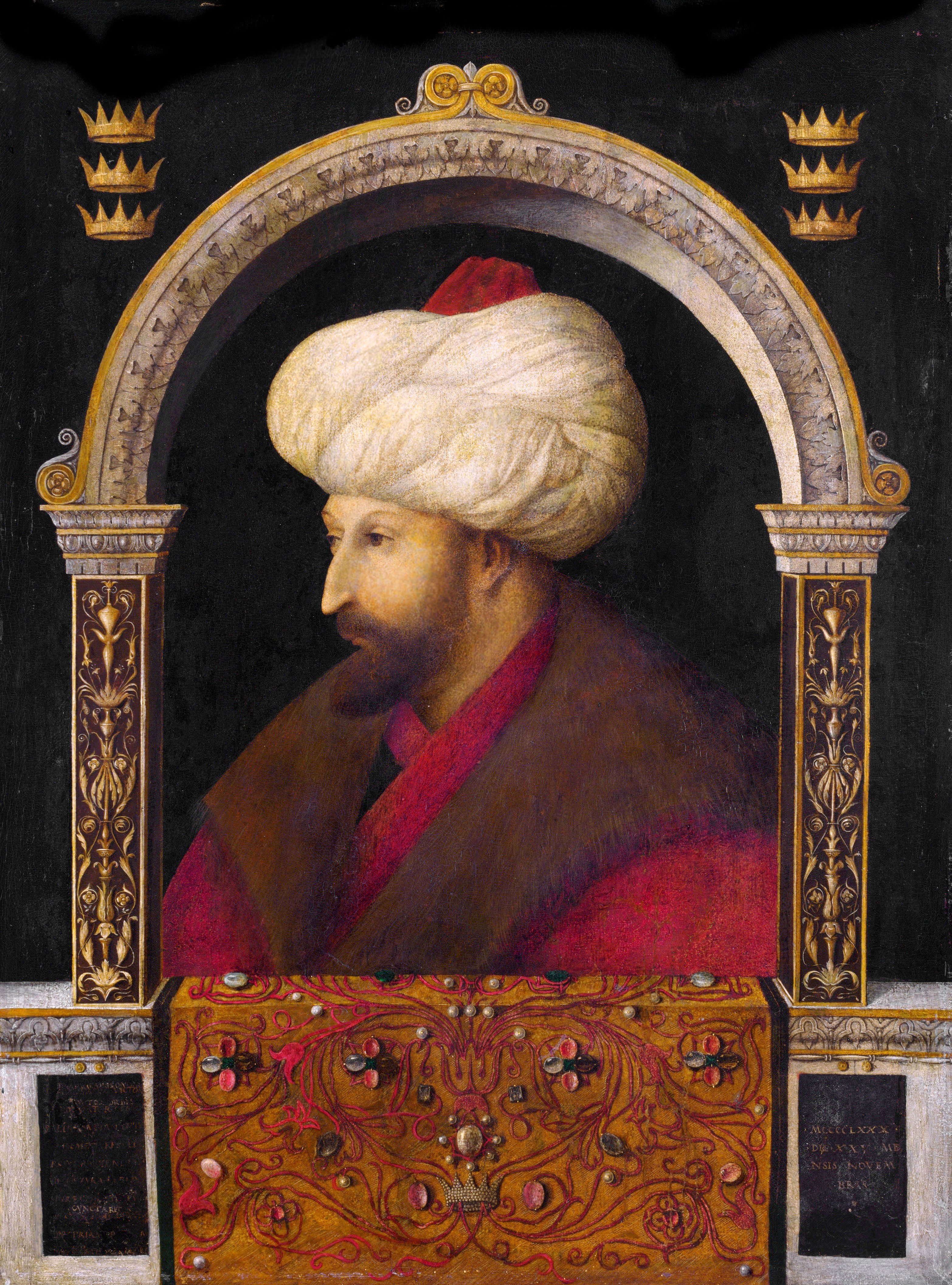
Maometto II
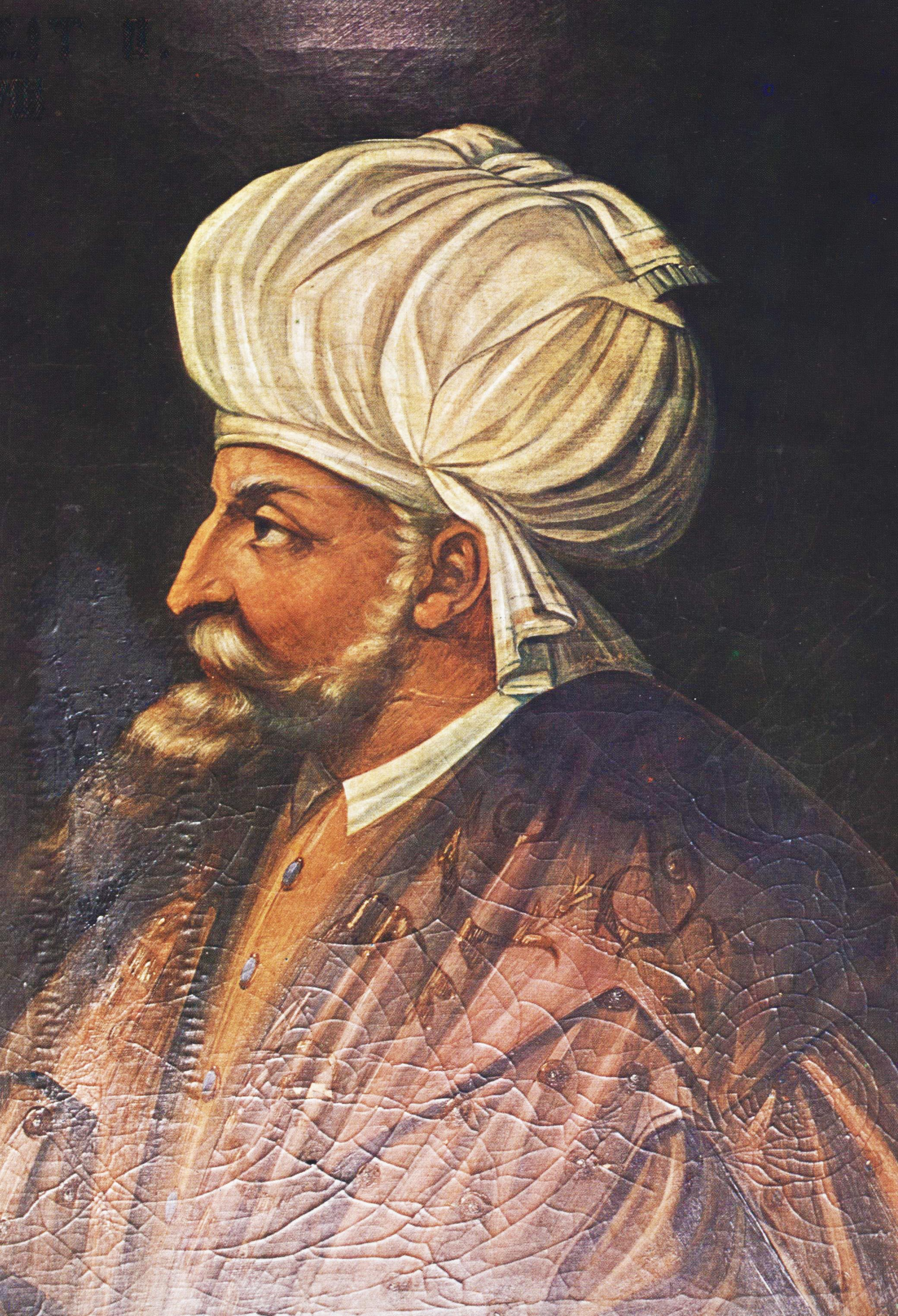
Bayezid II
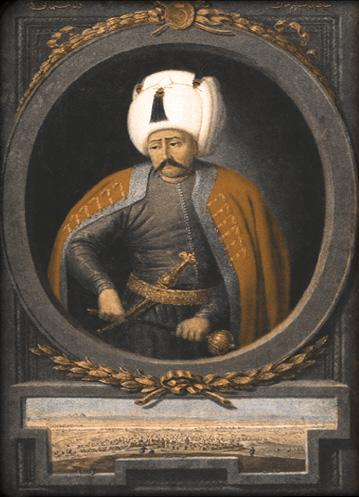
Selim I
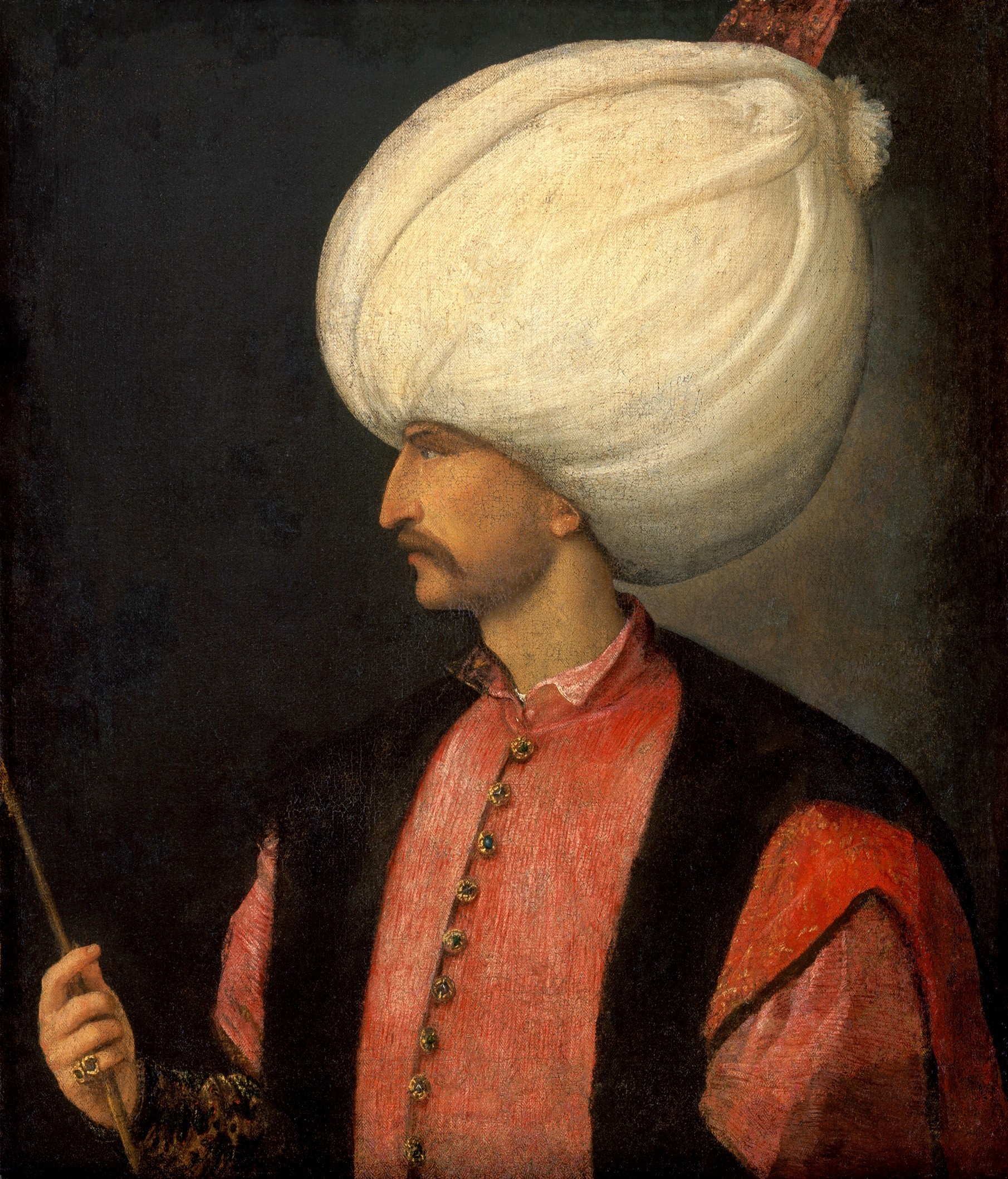
Solimano I

### Ulteriori letture
- Douglas A. Howard, A History of the Ottoman Empire, Cambridge, Cambridge University Press, 2017, ISBN 978-0-521-72730-3. Douglas A. Howard, A History of the Ottoman Empire, Cambridge, Cambridge University Press, 2017, ISBN 978-0-521-72730-3.  Douglas A. Howard, A History of the Ottoman Empire, Cambridge, Cambridge University Press, 2017, ISBN 978-0-521-72730-3.
- Caroline Finkel, Osman's Dream: The Story of the Ottoman Empire, 1300-1923, Basic Books, 2005, ISBN 978-0-465-02396-7. Caroline Finkel, Osman's Dream: The Story of the Ottoman Empire, 1300-1923, Basic Books, 2005, ISBN 978-0-465-02396-7.  Caroline Finkel, Osman's Dream: The Story of the Ottoman Empire, 1300-1923, Basic Books, 2005, ISBN 978-0-465-02396-7.
- Jane Hathaway, The Arab Lands under Ottoman Rule, 1516-1800, Pearson Education Ltd., 2008,  p. 8, ISBN 978-0-582-41899-8. Jane Hathaway, The Arab Lands under Ottoman Rule, 1516-1800, Pearson Education Ltd., 2008,  p. 8, ISBN 978-0-582-41899-8.  Jane Hathaway, The Arab Lands under Ottoman Rule, 1516-1800, Pearson Education Ltd., 2008,  p. 8, ISBN 978-0-582-41899-8.
- Imber, Colin (2009). L'Impero Ottomano, 1300-1650: La struttura del potere (Seconda ed.). Basingstoke: Palgrave Macmillan. ISBN Imber, Colin Imber, Colin
- İnalcık (a cura di), An Economic and Social History of the Ottoman Empire, 1300-1914, vol. 1, Cambridge University Press, 1994, ISBN 0-521-57456-0. İnalcık (a cura di), An Economic and Social History of the Ottoman Empire, 1300-1914, vol. 1, Cambridge University Press, 1994, ISBN 0-521-57456-0.  İnalcık (a cura di), An Economic and Social History of the Ottoman Empire, 1300-1914, vol. 1, Cambridge University Press, 1994, ISBN 0-521-57456-0.
- Mikhail, Alan. God's Shadow: Sultan Selim, His Ottoman Empire, and the Making of the Modern World (2020) estratto su Selim I

### Solimano il Magnifico (r. 1520-1566)
- İnalcık (a cura di), Süleyman the Second [i.e. the First] and His Time, Istanbul, The Isis Press, 1993, ISBN 975-428-052-5.
- Kaya Şahin, Empire and Power in the Reign of Süleyman: Narrating the Sixteenth-Century Ottoman World, Cambridge University Press, 2013, ISBN 978-1-107-03442-6.